# Kostromino (obwód wołogodzki)
Kostromino (ros. Костромино) – wieś w Rosji, w rejonie wołogodzkim obwodu wołogodzkiego. W 2010 r. liczyła 38 mieszkańców.